# Residencial Islamar
Residencial Islamar est un ensemble de bâtiments résidentiels construit à Benidorm en 2009 et 2010.
L'ensemble comprend 3 bâtiments :
- Residencial Islamar 1, haut de 63 mètres, 19 étages (2009) ;
- Residencial Islamar 2, haut de 104 mètres, 28 étages (2010) ;
- Residencial Islamar 3, haut de 104 mètres, 28 étages (2010).